# Pandaceae
Pandaceae es una familia botánica con 3 géneros con 28 especies. Naturales del oeste de África y sudeste de Asia.

## Géneros
- Galearia
- Microdesmis
- Panda